# Verkehrsbetriebe Kreis Plön
Die Verkehrsbetriebe Kreis Plön GmbH (VKP) ist ein Verkehrsunternehmen für ÖPNV-Leistungen, das im Kreis Plön mehrere Buslinien betreibt. Die Gesellschaft wurde am 29. Juni 1965 vom Kreis Plön, den Städten Lütjenburg und Preetz sowie der Gemeinde Schönberg gegründet.

## Geschichte
Am 1. März 1966 erfolgte die Aufnahme des ersten Linienverkehrs durch Übernahme der Firma Wulf & Sohn, Schönberg mit acht Motorfahrzeugen und zwei Anhängern.
Folgende Buslinien wurden lt. Sommerfahrplan 1966 betrieben:
010 Schönberg – Wisch – Barsbek – Lutterbek – Wendtorf – Stein – Laboe (nur tagsüber)
020 Schönberg – Bendfeld – Schwartbuck – Hohenfelde – Köhn – Dransau – Giekau – Emkendorf – Panker – Darry – Lütjenburg, Markt
030 (Schönberger Strand –) Schönberg – Höhndorf – Stoltenberg – Schlesen – Rastorfer Kreuz – Preetz, Markt (– Lepahn – Lebrade – Plön, Markt) (keine gegenseitige Bedienung zwischen Preetz und Plön)
040 (Schönberg – Höhndorf – Stoltenberg – Schlesen – Fargau – Wittenberger Passau –) Selent – Mucheln – Lebrade – Rixdorf – Ratjensdorf – Theresienhof – Plön, Markt
050 (Todendorf – Emkendorf –) Giekau – Seekrug – Klamp – Rönfeldholz – Wentorf – Lütjenburg, Markt (keine gegenseitige Bedienung zwischen Seekrug und Lütjenburg)
060 (Todendorf – Satjendorf, Abzw. –) Gadendorf – Panker – Darry – Lütjenburg, Markt
070 (Todendorf –) Gadendorf, Abzw. – Matzwitz – Kembs – Behrensdorf – Stöfs – Lütjenburg, Markt
090 Schönberg – Schönberger Strand – Stakendorf
110 Schönberg (Ortsverkehr) – Neu Schönberg – Schönberger Strand
Nach der Übernahme des Schulbusverkehrs Blekendorf im April 1966 folgte im September 1966 der Stadtverkehr Plön, der Betrieb auf den Strecken Plön–Bornhöved und Plön–Nettelsee für die Bundespost sowie im Oktober 1966 die Linie Lepahn–Falkendorf–Preetz.
Damit wurden 1966 13 Überlandlinien, ein Schulbusverkehr und ein Stadtverkehr bedient. 1970 wurden mit 45 Mitarbeitern und insgesamt 38 Omnibussen der Marken Büssing (17), Magirus-Deutz (6) und Mercedes-Benz (15) 18 Linien befahren und die Betriebshöfe in Bornhöved, Plön und Schönberg mit Werkstätten, Dienst- und Sozialräumen im Wesentlichen fertiggestellt. 1973 kam ein weiterer Betriebshof in Lütjenburg hinzu.
Der Personalbestand hatte sich bis 1975 auf 88 Mitarbeiter erhöht, betrieben wurden 25 Linien und 19 Schülerverkehre. Dafür standen 57 eigene und fünf angemietete Busse zur Verfügung.
1980 kam der Stadtverkehr Preetz hinzu, 98 Mitarbeiter bedienten mit 82 Bussen 31 Linien mit einer Gesamtlänge von 623 Kilometern. Die neue Touristikabteilung in Kiel organisierte mit zwölf Reisebussen Fahrten durch Europa. Die VKP schlossen diese Sparte zu Beginn des Jahres 2013 und führen seitdem keine eigenen Touristikfahrten mehr durch.

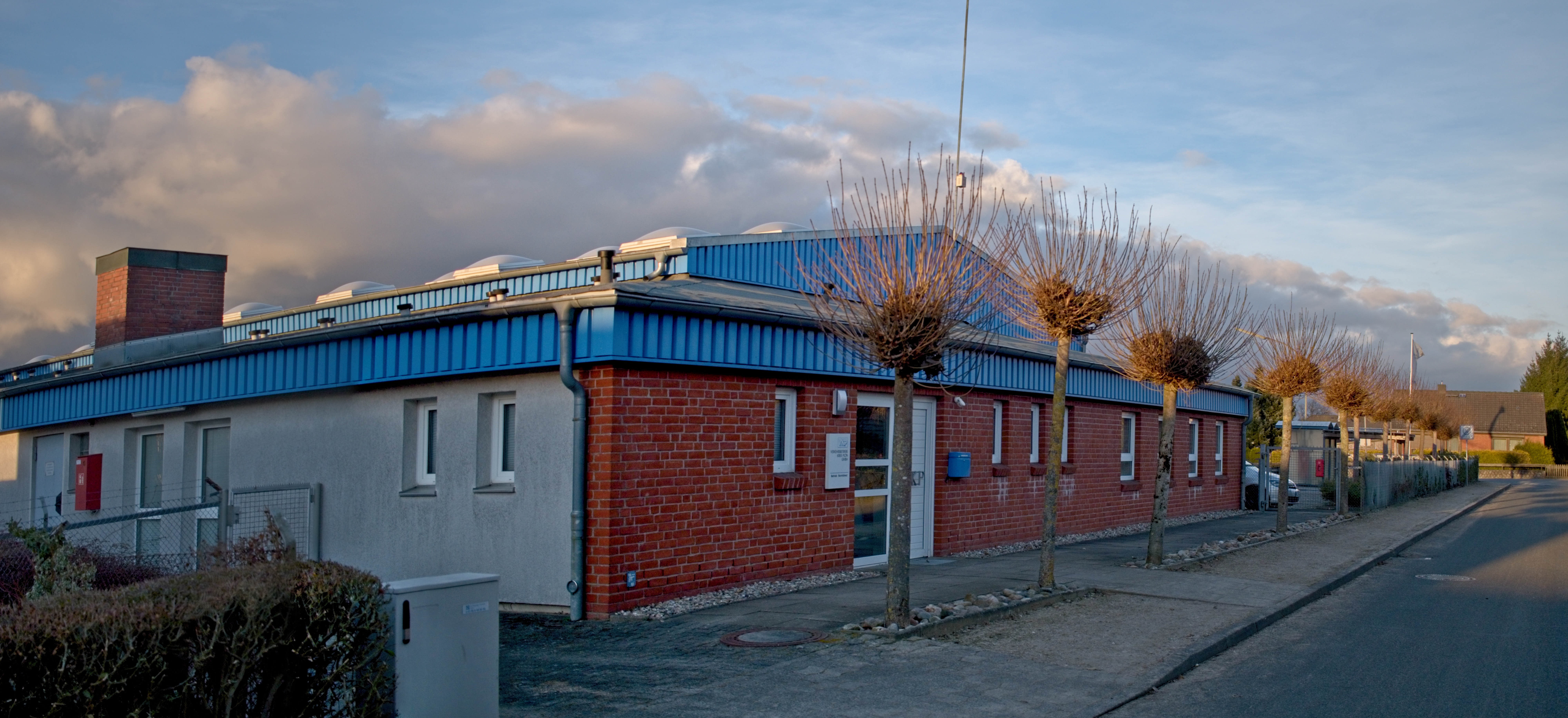
VKP-Betriebshof Bornhöved

1985 wurden der VKP Konzessionen für die Buslinien von Plön nach Hohwacht sowie von Plön über Ascheberg nach Bornhöved, Nettelsee, Stocksee und Neumünster erteilt. Nach Einstellung der Bahnstrecke Neumünster–Ascheberg wurde ab dem 29. September 1985 der Verkehr mit Bussen abgewickelt. Fast der gesamte Schulbusverkehr wurde in den öffentlichen Linienverkehr integriert.
Ab dem 5. Mai 1985 wurde auf dem Abschnitt Kiel–Schönkirchen der Buslinie nach Schönberg eine Tarifgemeinschaft zur gegenseitigen Anerkennung der Fahrausweise eingerichtet. Damit werden bis auf die durchlaufenden Linien Kiel–Plön und Kiel–Oldenburg alle Regionalbusverkehre im Kreis Plön durch die VKP bedient.
Am 15. Dezember 2019 wurde das „Netz Mitte“ im Bereich Schwentinental übernommen. Damit wurden sechs neue Linien von der VKP eingeführt.

## Linienübersicht
| Linie | Streckenverlauf                                                                |
| ----- | ------------------------------------------------------------------------------ |
| 102   | Schnellbus: Kiel – Laboe (über B 502)                                          |
| 104   | Möltenort – Heikendorf – Schönkirchen – Mönkeberg (Ortsbus Schrevenborn)       |
| 119   | Laboe – Mönkeberg – Rastorfer Kreuz – Preetz – Plön                            |
| 120   | Schönberg – Laboe (– Heikendorf)                                               |
| 200   | Kiel – Schönberg – Schönberger Strand                                          |
| 201   | Kiel – Schönberg                                                               |
| 210   | Kiel – Tökendorf – Schönberg                                                   |
| 217   | Schönkirchen – Flüggendorf (Ortsverkehr)                                       |
| 218   | (Kiel –) Probsteierhagen – Lutterbek – Wendtorf – Stein                        |
| 219   | Voßberg – Lilienthal – Probsteierhagen (– Schönberg)                           |
| 220   | Schönberg – Preetz – Lebrade – Plön                                            |
| 221   | Preetz – Rastorf – Fargau – Salzau                                             |
| 222   | Probsteierhagen – Fahren – Schönberg                                           |
| 230   | Schönberg – Selent – Plön                                                      |
| 231   | Sellin – Mucheln – Selent                                                      |
| 232   | Sophienhof – / Salzau – Fargau – Selent                                        |
| 233   | Wittenberger Passau – Bellin – Selent                                          |
| 260   | Lütjenburg – Panker – Hohenfelde – Köhn – Schönberg                            |
| 261   | Sophienhof – Schönberg / – Lütjenburg                                          |
| 300   | Kiel – Ostseepark – Raisdorf                                                   |
| 302   | Kiel-Wellingdorf – Klausdorf – Raisdorf                                        |
| 303   | Preetz – Raisdorf, Rathaus – Ostseepark – Raisdorf, Bahnhof – Ebbenthorpstraße |
| 310   | Kiel – Lütjenburg – Oldenburg                                                  |
| 311   | Lütjenburg – Giekau – Köhn – Emkendorf – Todendorf                             |
| 312   | Lütjenburg – Behrensdorf – Todendorf / – Hohwacht                              |
| 313   | Lütjenburg – Kirchnüchel                                                       |
| 314   | Lütjenburg – Blekendorf – Hohwacht / Kaköhl – Grimmelsberg                     |
| 315   | Schnellbus: Kiel – Lütjenburg                                                  |
| 321   | Plön – Wittmoldt                                                               |
| 328   | Preetz – Kühren – Wielen – Marienwarder                                        |
| 330   | Preetz – Schellhorn – Plön                                                     |
| 331   | Stadtverkehr Plön: Bahnhof/ZOB – Stadtheide – Ölmühle – Bahnhof/ZOB            |
| 332   | Stadtverkehr Plön: Bahnhof/ZOB – Parnaß – Bahnhof/ZOB                          |
| 341   | Stadtverkehr Preetz: Bahnhof/ZOB – Kiebitzweg – Bahnhof/ZOB                    |
| 342   | Stadtverkehr Preetz: Bahnhof/ZOB – Glindskoppel – Bahnhof/ZOB                  |
| 343   | Stadtverkehr Preetz: Bahnhof/ZOB – Wakendorf – Bahnhof/ZOB                     |
| 350   | Plön – Grebin – Dannau – Lütjenburg – Hohwacht                                 |
| 351   | Treufeld – Sasel – Breitenstein – Grebin – Plön                                |
| 352   | Plön – Kossau – Lebrade – Rathjensdorf – Plön                                  |
| 353   | Plön – Bösdorf – Plön                                                          |
| 360   | Plön – Ascheberg – Wankendorf – Neumünster                                     |
| 361   | Plön – Ascheberg – Bornhöved                                                   |
| 362   | Plön – Ascheberg – Stocksee / – Nehmten                                        |
| 363   | Plön – Ascheberg – Kalübbe / Depenau – Nettelsee                               |
| 364   | Plön – Karpe – Ascheberg                                                       |
| 366   | Gut Horst – Depenau – Stolpe – Wankendorf                                      |
| 410   | Kiel – Bornhöved – Trappenkamp – Bad Segeberg                                  |
| 411   | (Kiel –) Bornhöved – Tensfeld – Bad Segeberg                                   |
| 412   | Bornhöved – Stocksee – Bornhöved (Ringverkehr)                                 |
| 413   | Bornhöved – Hollenbek – Rendswühren – Bornhöved                                |
| 416   | Preetz – Kirchbarkau – Preetz                                                  |
| 424   | Kirchbarkau – Postfeld – Hohenhorst – Boksee                                   |
| 425   | Warnau – Nettelsee – Löptin – Preetz                                           |
| 426   | Schönböken – Ruhwinkel – Wankendorf                                            |
| 427   | Löptin – Nettelsee – Kirchbarkau                                               |
| 451   | Negenharrie – Großharrie – Tasdorf – Neumünster                                |
| 454   | Schmalensee - Bornhöved - Neumünster                                           |

## Eingesetzte Bustypen
Stand Mai 2025 setzten die VKP folgende Bustypen für den Linienverkehr ein:
- Mercedes-Benz Integro (O 550) (Regionalbus)
- Mercedes-Benz Intouro II (Kombibus)
- Iveco Crossway LE 12M (Low-Entry-Bus)
- MAN A23 Lion’s City G NG363 (Gelenkbus)
- Mercedes-Benz O 530 Citaro Facelift LE Ü (Low-Entry-Bus)
- Mercedes-Benz Citaro C2 GÜ
- VDL Kusters MidCity (Kleinbus)
- VDL Citea SLF-120 Electric (Elektro-Leichtbus)
- MAN 42C Lion’s Intercity LE Ü ÜL (Low-Entry-Bus)
- Mercedes-Benz Citaro C2 Ü (Überlandbus)

## Eisenbahnbetrieb
Ab 1967 wurde die VKP in Verwaltungsgemeinschaft mit der Kiel-Schönberger Eisenbahn (KSE) betrieben. Die Betriebsleitung oblag der Deutschen Eisenbahn-Gesellschaft (DEG) in Frankfurt am Main. Nach der 1969 erfolgten Stilllegung der Kleinbahn Kiel–Segeberg wurde der Kraftverkehr auf dieser Strecke aufgenommen.
Nach der Beendigung des Betriebsführungsvertrags 1980 mit der DEG wurden deren Anteile an der KSE von der Stadt Kiel übernommen. Mit Wirkung vom 1. Januar 1982 übernahm die VKP die Anteile des Landes an der KSE. Die KSE fusionierte mit der VKP, wurde aber mit dem Namen KSE weiter betrieben.
Seit dem 1. März 2006 ist die VKP nur noch als Eisenbahninfrastrukturunternehmen für die zwölf Kilometer lange Strecke Kiel-Oppendorf – Schönberg der ehemaligen Kiel-Schönberger Eisenbahn tätig.
Der Streckenabschnitt Kiel Süd – Kiel-Oppendorf – Kiel Ostuferhafen wird heute von der AKN betrieben, über deren elektronisches Stellwerk seit August 2015 auch die Zugleitung erfolgt.
Die Museumsbahnfahrten zwischen Kiel, Schönberg und Schönberger Strand werden vom Verein Verkehrsamateure und Museumsbahn (VVM) durchgeführt.

## Sonstiges
Seit 1973 befindet sich die Verwaltung/Betriebsleitung in Kiel im neu gebauten Bürogebäude der KSE in der Diedrichstraße 5 auf dem Gelände des ehemaligen Kleinbahnhofes Kiel Süd. Betriebshöfe sind in Plön, Preetz, Schönberg, Lütjenburg und Bornhöved eingerichtet.
Die Aktivitäten des Unternehmens im Bereich Bustouristik wurden nach Beendigung des Reisejahres 2012 eingestellt.